# Karl Bernhard Hundeshagen

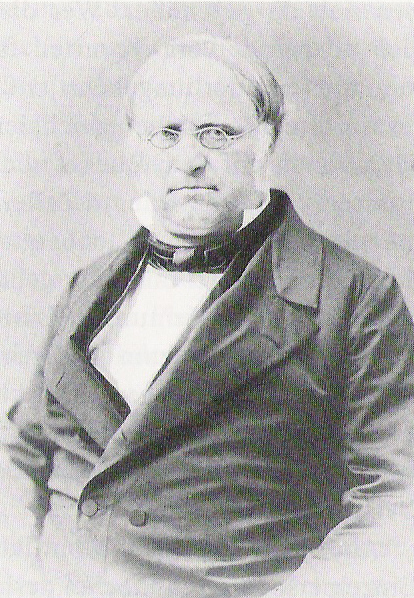
Karl Bernhard Hundeshagen.

Karl Bernhard Hundeshagen, född den 30 januari 1810 i Friedewald vid Hersfeld, död den 2 juni 1872 i Bonn, var en tysk reformert teolog, son till skogsmannen Johann Christian Hundeshagen. 
Hundeshagen studerade teologi i Gießen och Halle och habiliterade sig 1831 vid universitetet i Gießen i ämnena kyrkohistoria och exegetik. Hösten 1834 blev han extra ordinarie professor vid universitetet i Bern, 1846 ordinarie professor vid Heidelbergs universitet. Efter en konflikt med den badensiska landskyrkan övegick han hösten 1867 till en tjänst vid universitetet i Bonn.